# Till

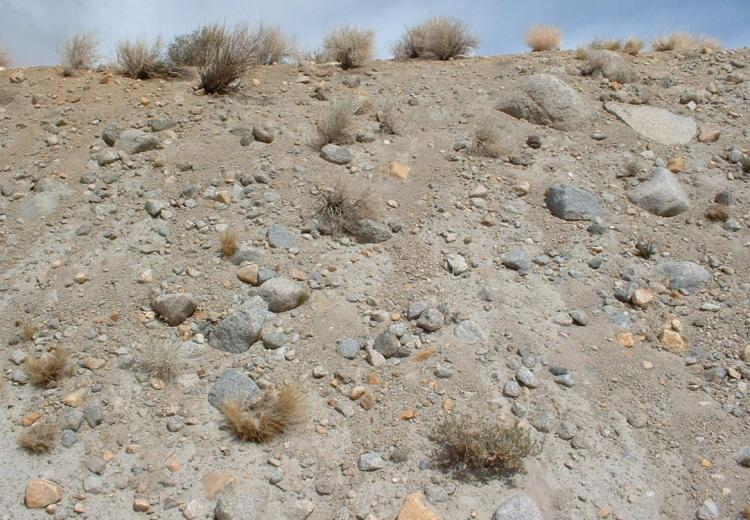
Till comenzando a ser poblado por vegetación.

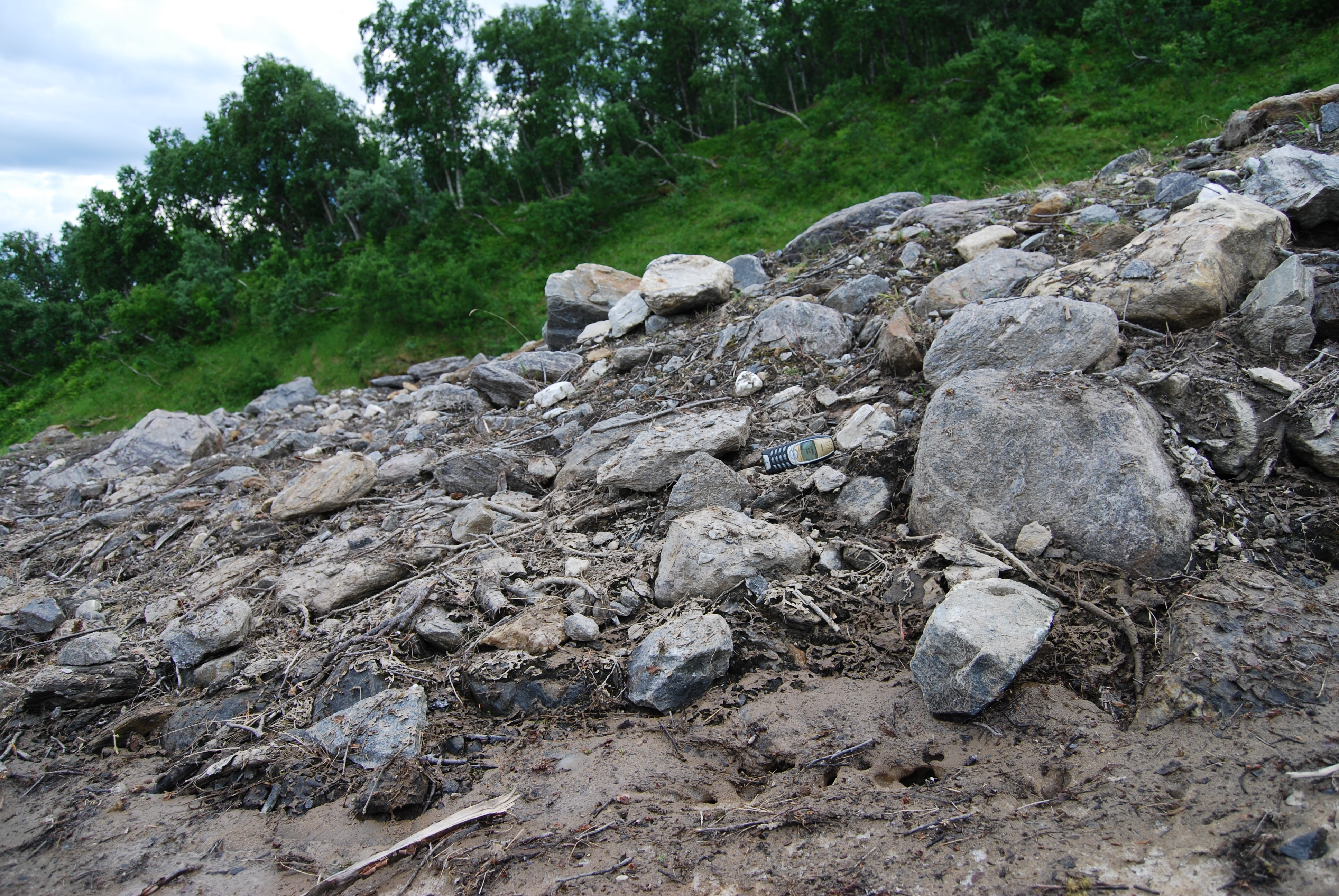
Till luego de una avalancha, Noruega.

Los tills son pilas de sedimentos variados de origen glaciar. A veces se denomina drift o arrastre glaciar al conjunto de sedimentos extremadamente heterogéneos de origen glaciar. El till es aquella parte del drift glaciar que fue depositado directamente por el glaciar. Puede variar en su constitución desde arcillas hasta mezclas de arcilla, arena, grava y canto rodado. La arcilla en el till puede presentarse en forma de cuerpos esféricos denominados bolas de till. Si una bola de till rueda por el cauce de un arroyo, puede recoger rocas del cauce y quedar recubierta de rocas; y entonces se la llama bola de till con armadura.
El till se deposita en la morrena final, en las morrenas laterales y medias y en la morrena basal de un glaciar. Cuando un glaciar se derrite, especialmente un glaciar continental, grandes cantidades de till son arrastrados y depositados en sandurs por los ríos que fluyen desde el glaciar y en forma de varvas aquellos lagos proglaciares que se puedan formar. El till puede contener depósitos aluvionales de piedras preciosas u otros minerales que recogió el glaciar en su avance, por ejemplo, los diamantes que se encuentran en Wisconsin, Indiana, y Canadá. Los buscadores de minerales utilizan las trazas de minerales que recogen en los tills como pistas para seguir el glaciar aguas arriba y buscar depósitos de kimberlita ricos en diamantes u otros tipos de depósitos minerales.

## Tillita
En aquellos casos en que el till está cementado por arcillas o ha sido litificado por diagénesis hasta convertirse en una roca se lo denomina tillita y es una roca sedimentaria. Los depósitos complementarios de tillitas antiguas en lados opuestos del océano Atlántico Sur sirvieron de evidencia temprana sobre la existencia de la deriva continental. Las mismas tillitas también proveen la evidencia fundamental sobre el evento de glaciación precámbrico denominado glaciación de alcance global.

## Tipos detill
Los tills pueden ser clasificados en:
- Depósitos primarios – Depositados directamente por la acción del glaciar.
- Depósitos secundarios – Depósitos que sufrieron otros procesos adicionales de conformado (por ejemplo: transporte fluvial, erosión, etc.)

Tradicionalmente (Dreimanis, 1988) se ha impuesto otro conjunto de divisiones de los depósitos primarios, basándose en el método mediante el cual se depositaron:
- Tills de asentamiento – Sedimento que ha sido depositado mediante aplicación de presión sobre los sedimentos por el deslizamiento del glaciar por su lecho.
- Tills de deformación – Sedimento que se ha disgregado y por lo general homogeneizado mediante procesos de fricción en el lecho deformado por el glaciar.
- Tills de derretimiento – Liberados por la fusión de hielo del glaciar con gran contenido de fragmentos minerales que se desplaza lentamente o está detenido y que es depositado sin que luego sea transportado o sufra procesos de deformación. Este tipo se subdivide en till de derretimiento glaciar (derretimiento de hielo con altos contenidos de rocas en la parte inferior del glaciar) y till de derretimiento supraglaciar (derretimiento de hielo en la superficie del glaciar).
- Tills de sublimación – similar al till por derretimiento, excepto en que el hielo en lugar de derretirse se pierde por un proceso de sublimación. Esto ocurre a menudo en condiciones de frío extremo y gran aridez, principalmente en la Antártida o cima de montañas (por ejemplo Andes del Perú).

Van der Meer y colaboradores en 2003 han sugerido que estas clasificaciones de till están perimidas y deben ser reemplazadas por una única clasificación, que es la de till de deformación. Las razones son las grandes dificultades en clasificar en forma certera los diferentes tipos de till, los cuales a menudo son clasificados basándose en inferencias de la disposición geográfica del till en lugar de por las características del compuesto que forma el till o el análisis del tamaño de las partículas que lo conforman.